# Robert Payant
Robert Payant est né en 1947 à Huntingdon. Il est conteur, chercheur indépendant ainsi que conférencier. Il s'intéresse particulièrement au conte ainsi qu'à la chanson québécoise.

## Biographie
Robert Payant est un animateur en patrimoine vivant. À la fois auteur, chanteur et conteur, il présente des concerts, des conférences et des spectacles un peu partout au Québec et en France, plus particulièrement sur scène, en plein air, dans les musées, les bibliothèques publiques, les écoles et les maisons de la culture. Désormais réputé dans la région de la Vallée du Haut-Saint-Laurent avec son énergie, ses costumes et ses accessoires de percussions.
« C’est en 1994, à l’occasion de la réalisation d’une émission de télévision sur le câble, que Robert Payant s’engage sur le chemin de l’oralité. Depuis ce jour, il se définit comme un écrivain et un conteur. »
« Reconnu comme un authentique conteur de village, le travail exécuté sur le terrain et la persévérance qui en découle lui ont valu la reconnaissance de ses pairs. » En 2000, il est honoré par la Société du patrimoine d'expression du Québec pour ses trente années de bénévolat.
Retraité de l’enseignement public, Robert Payant a participé à « Les jours sont contés en Estrie », au « Festival de contes et légendes de Beaumont », les « Mardis-Gras », le « Sergent recruteur », au « Festival de conte de Bouche-à-Oreille » Festival Mémoire et Racines et au « Festival interculturel du conte du Québec ». « D’un festival à l’autre, il cumule plus de 500 représentations de contes. »
Cofondateur de la télévision communautaire de Vaudreuil-Soulanges, CSUR la télé, fondateur du Cercle des conteurs du Haut-Saint-Laurent (2004) et de Passementerie, on peut le lire (15 livres), on peut l’entendre (5 CDs), on peut le capter au petit écran (3 séries télé sur les ondes de Canal Vox/CTGC câble 9 et COGECO-Câble) on peut le voir en spectacle (sur 4 DVD) livrer de vive voix ses récits.
Il fait partie du programme « La culture à l’école » du ministère de l’Éducation, du Loisir et des Sports et de la condition féminine du Québec. Il est formateur sur le conte et la chanson traditionnelle québécoise et offre des conférences en histoire (Philippe de Rigaud de Vaudreuil), en patrimoine vivant (cartes postales anciennes) et en littérature orale lequel il en fait sa spécialité,.
Il a siégé au conseil d'administration du Conseil montérégien de la culture et des communications (2012 à 2016) titulaire en Patrimoine et Histoire. Membre de la Fédération Histoire Québec et ex-membre du CA du Regroupement du conte du Québec.
En 2020, il a donné une conférence intitulée Se griser de tendresse, une histoire de la carte postale illustrée qui abordait la question de la fabrication des cartes postales artisanales au début du 20e siècle. Pour l'occasion, il a présenté sa collection personnelle.

## Œuvres

### Contes
- Contes de Wilfrid : Un légendaire de la Montérégie, Montréal, Isabelle Quentin, coll. « Voix vives », 2002, 92 p.  (ISBN 9782922417357)
- Le légendaire du Haut-Saint-Laurent, Vaudreuil-Dorion, Centre d'histoire La Presqu'île, 2002, 201 p.  (ISBN 9782922155105)
- Dans le creux de l'oreille: cent et un contes pour tous (livre-CD), Montréal, Planète rebelle, coll. « contes traditionnelles », 2006, 262 p.  (ISBN 9782922528602)
- La Galerie du diable (avec le Cercle des conteurs du Haut-Saint-Laurent), Vaudreuil-Dorion, Passementerie, 2006.
- La leçon de Maman Souris, Savigny-sur-Orge, Éditions Chamamuse, 2012, 27 p.  (ISBN 9782919711055)
- Une fée m'a racontée le Suroît, Vaudreuil-Dorion, Passementerie, 2014, 75 p.  (ISBN 9782981447203)

### Musique
- Chantez, dansez avec la batelière, [CD de musique], Saint-Charles-sur-Richelieu, Association québécoise des loisirs folkloriques du Sud-Ouest, 1993.
- Les chanteux, [CD de musique],Saint-Hubert, Magada Int, 1997.
- Excusez-là ! chanson traditionnelle du Québec, [CD de musique], Vaudreuil-Dorion, Passementerie, 2011.

### Anthologies
- Les chanteux. La chanson en mémoire. Anthologie de 50 chansons traditionnelles, Montréal, Éditions Triptyque, 1998, 228 p.  (ISBN 9782890313187)
- Romancero des chanteux vol.1, Mont Saint-Hilaire, Chant de mon pays, 2010,  (ISBN 9782895410638)
- Romancero des chanteux vol.2, Mont Saint-Hilaire, Chant de mon pays, 2010,  (ISBN 9782895410645)
- Romancero des chanteux vol.3, Mont Saint-Hilaire, Chant de mon pays, 2011,  (ISBN 9782895410751)
- Romancero des chanteux vol.4, Mont Saint-Hilaire, Chant de mon pays, 2011,  (ISBN 9782895410768)
- Romancero des chanteux vol.5, Mont Saint-Hilaire, Chant de mon pays, 2013,  (ISBN 9782895412168)
- Romancero des chanteux vol.6, Mont Saint-Hilaire, Chant de mon pays, 2013,  (ISBN 9782895412175)

### Biographie
- Philippe de Rigaud de Vaudreuil, gouverneur : de mousquetaire à vice-roi, Montréal, LIDEC, coll. « Biographiques », 2008, 62 p.  (ISBN 9782760871014)

## Prix et honneurs
- 2000 : Honoré par la Société du patrimoine d'expression du Québec pour son travail de bénévole accompli lors des trente dernières années[2].